# Objezierze (powiat chojnicki)
Objezierze – kolonia w Polsce położona w województwie pomorskim, w powiecie chojnickim, w gminie Chojnice.
W latach 1975–1998 miejscowość położona była w województwie bydgoskim.
Osada na zachodnim brzegu Jeziora Wysockiego, poprzez które graniczy z gminą Tuchola w województwie kujawsko-pomorskim.